# Tomb Raider
Tomb Raider is een serie van computerspellen rond het hoofdpersonage Lara Croft, een vrouwelijke archeologe, die op zoek is naar oudheidkundige schatten. Van het spel werden verschillende vervolgen op de markt gebracht, alsmede meerdere verfilmingen en een aaneenvolgende stripboekenreeks.

## Het spel
Het eerste spel Tomb Raider was aanvankelijk uitgegeven voor de platforms PlayStation, Sega Saturn en pc. PlayStation had in deze jaren een dominante marktpositie en Tomb Raider was een van de titels die daar verantwoordelijk voor was.
Het spel speelt zich af in een 3D-omgeving van onderaardse gewelven en andere locaties ver weg van de moderne beschaving, waar de speler Lara doorheen moet leiden. Onderweg moeten gevaarlijke beesten en andere wezens worden gedood, voorwerpen worden verzameld en puzzels worden opgelost. In latere delen worden Lara's tegenstanders hoofdzakelijk mensen, wat kritiek opleverde van sommige spelers die vonden dat het spel te gewelddadig begon te worden.
Tomb Raider is een vroeg voorbeeld uit het 3D-genre. Het is een zogenaamde third-person shooter, wat betekent dat Lara altijd zichtbaar is en de speler haar als een marionet bestuurt. De 'camera' volgt haar bij alle acties. De speler ziet de wereld meestal over Lara's schouder of vanuit een standpunt achter haar. (Bij een first-person shooter ziet de speler de spelomgeving vanuit het perspectief van het hoofdpersonage - vanuit de eerste persoon dus.) Karakteristiek voor het spel is het feit dat Lara's wereld opgebouwd is uit kubussen. Elke rand, muur en elk plafond staan haaks op elkaar, hoewel dat door wat handige programmeertrucs minder duidelijk is gemaakt. De reden voor deze opbouw is het feit dat de makers het 2D-platformspel als uitgangspunt hebben genomen en dat tot een 3D-spel hebben uitgebreid. Dit is ook te merken aan de manier waarop het spel gespeeld moet worden: het doet denken aan platformspellen als Prince of Persia, Sonic the Hedgehog of Commander Keen. Ook in deze spellen ligt een sterke nadruk op timing bij het springen van platform naar platform, zo nu en dan onderbroken door een gevecht met vijanden.
Elk nieuw deel van de Tomb Raider-serie introduceert nieuwe wapens en bewegingsmogelijkheden voor Lara. In de vierde versie was Lara's bewegingsarsenaal inmiddels zo ver uitgebreid dat ze bijvoorbeeld terwijl ze van een touw naar beneden gleed een salto achterover kon maken, midden in de lucht omdraaien om een richel achter haar vast te grijpen.
In 2013 werd de serie na vijf jaar opnieuw leven ingeblazen met het uitkomen van Tomb Raider. Het nieuwste deel Shadow of the Tomb Raider kwam in 2018 uit.

## Spellen
Er zijn in de loop der jaren verschillende vervolgen van Tomb Raider uitgebracht. De add-ons voor de eerste drie Tomb Raider-games waren een extraatje in de vorm van een tweede cd die bij elke 'Special Edition' van de drie spellen zat. De Special Edition werd uitgegeven een jaar na de originele uitgave voor een gereduceerde prijs. Op een rijtje:
| Jaar | Naam                                      | Platform |
| ---- | ----------------------------------------- | --- |
| 1996 | Tomb Raider                               | N-Gage, PlayStation, PlayStation 4, PlayStation 5, Windows, Sega Saturn                                                                                     |
| 1997 | Tomb Raider II                            | PlayStation, PlayStation 4, PlayStation 5, Windows |
| 1998 | Tomb Raider III: Adventures of Lara Croft | PlayStation, PlayStation 4, PlayStation 5, Windows |
| 1999 | Tomb Raider: The Last Revelation          | Dreamcast, PlayStation, Windows |
| 2000 | Tomb Raider: Chronicles                   | Dreamcast, PlayStation, Windows |
| 2003 | Tomb Raider: The Angel of Darkness        | PlayStation 2, Windows |
| 2006 | Tomb Raider: Legend                       | Game Boy Advance, Nintendo GameCube, Nintendo DS, PlayStation 2, PlayStation 3, PlayStation 4, PlayStation 5, PlayStation Portable, Windows, Xbox, Xbox 360 |
| 2007 | Tomb Raider: Anniversary                  | PlayStation 2, PlayStation 3, PlayStation Portable, Wii, Windows, Xbox 360                                                                                  |
| 2008 | Tomb Raider: Underworld                   | Mobiele telefoon, Nintendo DS, PlayStation 2, PlayStation 3, Windows, Xbox 360, Wii                                                                         |
| 2013 | Tomb Raider                               | Linux, OS X, PlayStation 3, PlayStation 4, Windows, Xbox 360, Xbox One                                                                                      |
| 2016 | Rise of the Tomb Raider                   | Linux, OS X, PlayStation 4, Windows, Xbox 360, Xbox One |
| 2018 | Shadow of the Tomb Raider                 | Linux, OS X, PlayStation 4, Windows, Xbox One |

Er is ook een aantal 2D-varianten uitgebracht voor de Game Boy en de mobiele telefoon:
| Jaar | Naam                             | Game platform    |
| ---- | -------------------------------- | ---------------- |
| 2000 | Tomb Raider: The Nightmare Stone | Game Boy Color   |
| 2001 | Tomb Raider: Curse of the Sword  | Game Boy Color   |
| 2002 | Tomb Raider: Prophecy            | Game Boy Advance |
| 2003 | Tomb Raider: The Osiris Codex    | mobiele telefoon |
| 2005 | Tomb Raider: Quest for Cinnabar  | mobiele telefoon |
| 2005 | Tomb Raider: Elixir of Life      | mobiele telefoon |

## Populariteit
De Tomb Raider-serie is met meer dan 30 miljoen verkochte exemplaren een monstersucces, wat vooral wordt toegeschreven aan de populariteit van het hoofdpersonage Lara Croft. De elegante mix van hersenen, Engelse klasse, haar atletische prestaties en sexy voorkomen sprak veel spelers aan. Ze werd bij zowel mannen als vrouwen populair door tegelijkertijd de mannelijke fantasie en de vrouwelijke eigenwaarde te prikkelen. Haar imago sloot goed aan bij het 'Girlpower'-fenomeen dat in dezelfde tijd door de Spice Girls werd gepropageerd.
De creatie van Toby Gard was een van de eerste zelfstandige, vrouwelijke hoofdpersonages in een action-adventurespel en daardoor vernieuwend. Het was nog niet eerder gebeurd dat men behalve in het spel ook geïnteresseerd in het personage raakte. Lara Croft kreeg een bekendheid die min of meer los van het computerspel stond.
Lara Croft sierde de cover van vele tijdschriften wereldwijd, trad op in reclamespotjes voor onder andere automerk Seat en werd door U2 gebruikt in hun Popmarttournee als popicoon van de twintigste eeuw. Er worden look-a-likewedstrijden georganiseerd en er zijn officiële, door Eidos begeleide, Lara Croft-modellen, die voor handelsbeurzen en productpresentaties kunnen worden ingehuurd.
Een belangrijke reden voor Tomb Raiders succes lijkt de borstomvang van Lara Croft. Op internet circuleert een zogenaamde 'nude patch'. Als dit programmaatje aan de originele Tomb Raider wordt toegevoegd, verschijnt Lara naakt. Eidos doet er alles aan om het personage tegen deze obsceniteit te beschermen en blijkt zelfs rechtszaken aan te spannen tegen degenen die de patch verspreiden of websites onderhouden met obscene afbeeldingen van Lara Croft.
De aanvankelijke populariteit van Lara Croft ging bergafwaarts na de release van het derde spel in 1998. Een belangrijke reden hiervoor was dat de games zich nauwelijks verbeterden en te lang voortborduurden op hetzelfde concept. In 1996 was Tomb Raider nog een innovatief en baanbrekend spel, in de jaren die volgden werd het links en rechts ingehaald op zowel grafisch als interactief gebied. Core Design Studios werd zelf ook moe van haar eigen creatie en liet Lara aan het einde van The Last Revelation voor dood achter in een Egyptische piramide. Toch wilde uitgever Eidos Interactive haar goudmijntje niet zo maar laten instorten. Met tegenzin produceerde Core Design een vijfde deel waarin Lara's lot nog onbekend bleek en we onze heldin tegenkomen in missies voor haar vermissing in Egypte. Daarna was het drie jaar wachten op een nieuw Tomb Raider-spel. Core Design kreeg eindelijk de tijd en ruimte om een geheel nieuw spel van de grond af op te bouwen zodat Tomb Raider zich weer zou kunnen meten met de grote en bekende games. Angel of Darkness was een groots en ambitieus project waarbij Core Design te veel hooi op de vork bleek te nemen. Er waren simpelweg te weinig mensen en te weinig tijd om het spel voor de wurgende deadline af te krijgen. Uiteindelijk kwam er een game op de markt waar veel van originele content was uitgeknipt en dat vol zat met bugs en andere slordigheidjes. Dit fiasco betekende bijna de ondergang voor de Tomb Raiderfranchise. Eidos was op dat moment in grote financiële nood en besloot met Angel of Darkness de laatste centen binnen te halen alvorens helemaal opnieuw te beginnen. Core Design werd opgevoerd als zondebok en het merk Tomb Raider werd van de Engelse spelmakers afgepakt en doorgegeven aan Crystal Dynamics, een gamestudio uit Californië onder andere bekend van de game Soul Reaver. Eidos zelf werd overgenomen door de investeringsmaatschappij SCi Entertainment. Crystal Dynamics lijkt ondertussen met twee Tomb Raider spellen op de markt het beschadigde imago van Lara Croft weer een beetje te hebben opgepoetst. Zowel 'Legend' als 'Anniversary' ontvingen positieve recensies en werden goed verkocht.

## Afgeleiden
Gebruikmakend van de immense populariteit zijn verschillende spin-offs verschenen. Het meest bekend zijn de twee Hollywood-films met Angelina Jolie (1975) in de rol van Lara Croft. In 2001 verscheen Lara Croft: Tomb Raider en in 2003 Lara Croft Tomb Raider: The Cradle of Life.
In maart van 2018 verschijnt een rebootfilm, genaamd Tomb Raider, met Alicia Vikander als Lara Croft.
Top Cow Productions publiceert een reeks Tomb Raider-comics en Ballantine Books publiceert in samenwerking met Eidos Tomb Raider-romans. In 2004 kwamen The Amulet of Power van Mike Resnick en The Lost Cult van E. E. Knight uit. In 2005 verscheen The Man of Bronze van James Alan Gardner. De boeken volgen de verhaallijn van het spel en in mindere mate de lijnen van de films.